# 양둥구

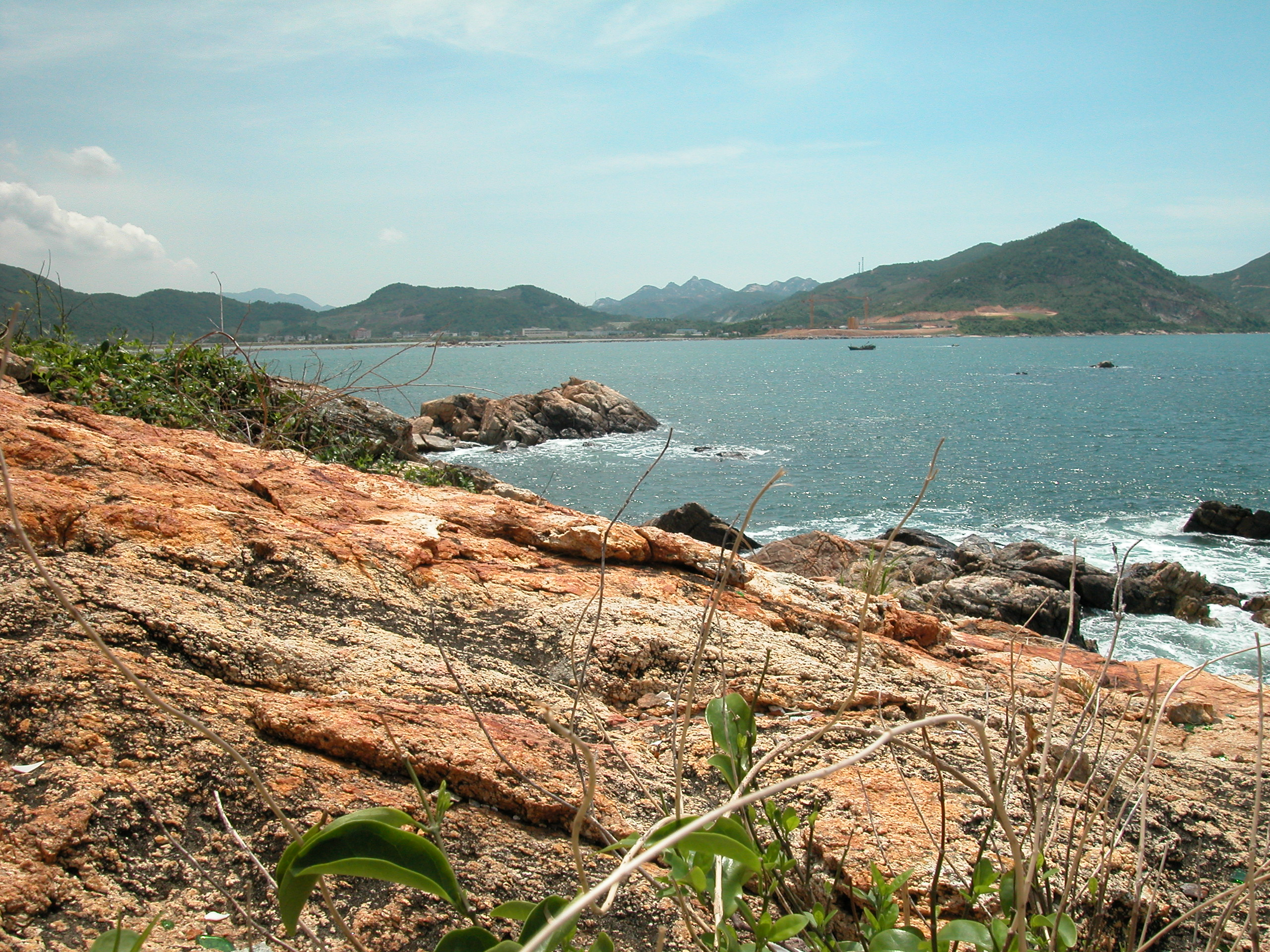

양둥구(한국어: 양동구, 중국어: 阳东区, 병음: Yángdōng Qū)는 중화인민공화국 광둥성 양장 시의 시할구이다. 넓이는 2043km2이고, 인구는 2007년 기준으로 470,000명이다.

## 행정 구역
11개 진을 관할한다.
- 진: 东城镇, 北惯镇, 合山镇, 大沟镇, 东平镇, 雅韶镇, 塘坪镇, 大八镇, 麻汕镇, 那龙镇, 新洲镇.